# Lathyrus pancicii
Lathyrus pancicii är en ärtväxtart som först beskrevs av Jurisic, och fick sitt nu gällande namn av Adamovic. Lathyrus pancicii ingår i släktet vialer, och familjen ärtväxter. Inga underarter finns listade i Catalogue of Life.